# Lista de pay-per-views semanais da Total Nonstop Action Wrestling (2004)

Logotipo usado pela NWA-TNA.

Esta é uma lista dos pay-per-views semanais realizados pela Total Nonstop Action Wrestling (TNA). A promoção foi fundada em 10 de maio de 2002. Mais tarde naquele mesmo ano, a National Wrestling Alliance (NWA) concedeu a TNA o controle sobre seus campeonatos mundiais dos pesos-pesados e de duplas, tornando-se assim numa subsidiária da NWA, tendo posteriormente seu nome alterado para NWA-TNA. Inicialmente, os shows da TNA funcionariam como pay-per-views semanais e seriam a principal fonte de receita da empresa, no lugar de pay-per-views mensais utilizados por outras promoções. Esses shows começaram em 19 de junho de 2002 e foram realizados principalmente no TNA Asylum (Tennessee State Fairgrounds Sports Arena) em Nashville, Tennessee. Depois de 27 meses e 110 eventos, os diretores da TNA sentiram que tinham uma base de fãs para começar a realizar um programa de televisão semanal e pay-per-views mensais com três horas de duração. O último desses 110 pay-per-views foi realizado em 8 de setembro de 2004. A lista a seguir apresenta todos esses eventos realizados no ano de 2004.
| ← Lista dos pay-per-views semanais |
| --- |
| 75 • 76 • 77 • 78 • 79 • 80 • 81 • 82 • 83 • 84 • 85 • 86 • 87 • 88 • 89 • 90 • 91 • 92 • 93 • 94 • 95 • 96 • 97 • 98 • 99 • 100 • 101 • 102 • 103 • 104 • 105 • 106 • 107 • 108 • 109 • 110 Ver também • Referências • Ligações externas |

## NWA/TNA PPV 75
NWA/TNA PPV 75 foi um evento pay-per-view promovido pela NWA-Total Nonstop Action, ocorreu no dia 7 de janeiro de 2004 no Fairgrounds Coliseum na cidade de Nashville, Tennessee.

### Resultados
| Nº                          | Lutas | Estipulação                                         | Duração |
| --------------------------- | --- | --------------------------------------------------- | ------- |
| Xplosion                    | Sonny Siaki derrotou Dirty Money                                                                                | Luta individual                                     | N/A     |
| Xplosion                    | Elix Skipper derrotou Justin Kage                                                                               | Luta individual                                     | N/A     |
| Xplosion                    | Glenn Gilberti e David Young derrotaram Sean Lee e Matt Power                                                   | Luta de duplas                                      | N/A     |
| Xplosion                    | Kid Kash derrotou Matt Sydal                                                                                    | Luta individual                                     | N/A     |
| 1                           | Joe Legend, Kevin Northcutt e Abyss derrotaram A.J. Styles e America's Most Wanted (James Storm e Chris Harris) | Luta de trios                                       | 08:12   |
| 2                           | 3Live Kru (Ron Killings e BG James) (c) derrotaram Simon Diamond e Johnny Swinger                               | Luta de duplas pelo NWA World Tag Team Championship | 03:37   |
| 3                           | Chris Vaughn derrotou Kid Kash                                                                                  | Luta individual                                     | 01:32   |
| 4                           | Julio Dinero e CM Punk derrotaram Raven e The Sandman                                                           | Luta de duplas                                      | 07:22   |
| 5                           | Chris Sabin derrotou Low-Ki, Christopher Daniels e Michael Shane (c)                                            | Luta Ultimate X pelo NWA X Division Championship    | 15:07   |
| (c) - Campeão antes da luta | |                                                     |         |

## NWA/TNA PPV 76
NWA/TNA PPV 76 foi um evento pay-per-view promovido pela NWA-Total Nonstop Action, ocorreu no dia 14 de janeiro de 2004 no Fairgrounds Coliseum na cidade de Nashville, Tennessee.

### Resultados
| Nº                          | Lutas                                                                                         | Estipulação                 | Duração |
| --------------------------- | --------------------------------------------------------------------------------------------- | --------------------------- | ------- |
| Dark                        | 3Live Kru (Konnan, Ron Killings e BG James) derrotaram Delirious, Dylan Kage e Vordell Walker | Luta de trios               | N/A     |
| Dark                        | Shark Boy derrotou Jimmy Jacobs                                                               | Luta individual             | N/A     |
| Dark                        | Sonny Siaki e Trinity derrotaram Chris Hero e Poison                                          | Luta de duplas mistas       | N/A     |
| Dark                        | Chris Sabin derrotou Gutter                                                                   | Luta individual             | N/A     |
| 1                           | America's Most Wanted (James Storm e Chris Harris) derrotaram Kevin Northcutt e Joe Legend    | Luta Rawhide Whipping       | 08:30   |
| 2                           | Michael Shane derrotou Low-Ki e Christopher Daniels                                           | Luta triangular             | 10:25   |
| 3                           | David Young derrotou Simon Diamond                                                            | Luta individual             | 06:13   |
| 4                           | Shane Douglas derrotou Elix Skipper por submissão.                                            | Luta individual             | 03:11   |
| 5                           | Kid Kash derrotou Chris Vaughn                                                                | Luta individual             | 06:32   |
| 6                           | Julio Dinero e CM Punk derrotaram The Sandman                                                 | Lut Handicap Canes on Poles | 04:54   |
| 7                           | A.J. Styles e Erik Watts derrotaram Jeff Jarrett e Abyss                                      | Luta de duplas              | 08:50   |
| (c) - Campeão antes da luta |                                                                                               |                             |         |

## NWA/TNA PPV 77
NWA/TNA PPV 77 foi um evento pay-per-view promovido pela NWA-Total Nonstop Action, ocorreu no dia 21 de janeiro de 2004 no Fairgrounds Coliseum na cidade de Nashville, Tennessee.

### Resultados
| Nº                          | Lutas | Estipulação                                                                          | Duração |
| --------------------------- | --- | ------------------------------------------------------------------------------------ | ------- |
| Dark                        | 3Live Kru (Konnan, Ron Killings e BG James) derrotaram Jared Steele, Delirious e Masada                     | Luta de trios                                                                        | N/A     |
| Dark                        | Chris Sabin derrotou Seth Delay                                                                             | Luta individual                                                                      | N/A     |
| Dark                        | Don Harris derrotou Nate Webb                                                                               | Luta individual                                                                      | N/A     |
| Dark                        | Trinity derrotou Daizee Haze                                                                                | Luta individual                                                                      | N/A     |
| Dark                        | A.J. Styles derrotou Gabriel                                                                                | Luta individual                                                                      | N/A     |
| 1                           | Julio Dinero e CM Punk derrotaram Balls Mahoney e The Sandman                                               | Luta de duplas                                                                       | 03:41   |
| 2                           | Simon Diamond e Johnny Swinger derrotaram Glenn Gilberti e David Young                                      | Luta de duplas                                                                       | 04:43   |
| 3                           | D'Lo Brown derrotou Sonny Siaki                                                                             | Luta individual                                                                      | 05:25   |
| 4                           | Shane Douglas e Michael Shane derrotaram Triple X (Christopher Daniels e Elix Skipper)                      | Luta de duplas                                                                       | 10:09   |
| 5                           | The Red-Shirts (Kevin Northcutt e Joe Legend) derrotaram America's Most Wanted (James Storm e Chris Harris) | Luta de duplas para definir os desafiante nº um pelo NWA World Tag Team Championship | 11:57   |
| 6                           | Jeff Jarrett (c) vs. El Leon acabou sem vencedor.                                                           | Street fight pelo NWA World Heavyweight Championship                                 | 07:51   |
| (c) - Campeão antes da luta | |                                                                                      |         |

## NWA/TNA PPV 78
NWA/TNA PPV 78 foi um evento pay-per-view promovido pela NWA-Total Nonstop Action, ocorreu no dia 28 de janeiro de 2004 no Fairgrounds Coliseum na cidade de Nashville, Tennessee.

### Resultados
| Nº                          | Lutas | Estipulação                                         | Duração |
| --------------------------- | --- | --------------------------------------------------- | ------- |
| 1                           | Abyss derrotou D'Lo Brown                                                                                                | Luta individual                                     | 07:40   |
| 2                           | Chris Sabin (c) derrotou Michael Shane                                                                                   | Luta individual pelo NWA X Division Championship    | 10:17   |
| 3                           | Julio Dinero e CM Punk derrotaram The Sandman e Mikey Whipwreck                                                          | Luta de duplas                                      | 03:26   |
| 4                           | Juventud Guerrera, Abismo Negro, Héctor Garza e Mr. Águila derrotaram Eric Young, Shark Boy, Matt Stryker e Chad Collyer | Luta de quartetos                                   | 09:08   |
| 5                           | The Red Shirt Security (Kevin Northcutt e Joe Legend) derrotaram 3Live Kru (Ron Killings e BG James) (c)                 | Luta de duplas pelo NWA World Tag Team Championship | 07:05   |
| 6                           | Don Callis derrotou Erik Watts                                                                                           | Luta individual                                     | 08:32   |
| (c) - Campeão antes da luta | |                                                     |         |

## NWA/TNA PPV 79
NWA/TNA PPV 79 foi um evento pay-per-view promovido pela NWA-Total Nonstop Action, ocorreu no dia 4 de fevereiro de 2004 no Fairgrounds Coliseum na cidade de Nashville, Tennessee.

### Resultados
| Nº                          | Lutas                                                                                    | Estipulação                                             | Duração |
| --------------------------- | ---------------------------------------------------------------------------------------- | ------------------------------------------------------- | ------- |
| Dark                        | 3Live Kru (Konnan, Ron Killings e BG James derrotaram Ryan Boz, Brad Bradley e ???       | Luta de trios                                           | N/A     |
| Dark                        | Simon Diamond e Johnny Swinger derrotaram Kevin Matthews e Johnny Curtis                 | Luta de duplas                                          | N/A     |
| Dark                        | Shane Douglas e Michael Shane derrotaram Big Bully Douglas e Bart Sawyer                 | Luta de duplas                                          | N/A     |
| Dark                        | America's Most Wanted (Chris Harris e James Storm) derrotaram Delirious e Shadow         | Luta de duplas                                          | N/A     |
| 1                           | The Insane Clown Posse derrotaram Glenn Gilberti e David Young                           | Luta de duplas                                          | 06:45   |
| 2                           | Sonny Siaki derrotou Kid Kash                                                            | Luta individual                                         | 05:21   |
| 3                           | Abyss derrotou El Leon por desqualificação.                                              | Luta individual                                         | 07:34   |
| 4                           | Julio Dinero e CM Punk derrotaram The Sandman e Terry Funk                               | Luta de duplas                                          | 05:04   |
| 5                           | A.J. Styles e Abyss derrotaram The Red Shirt Security (Kevin Northcutt e Joe Legend) (c) | Luta de duplas pelo NWA World Tag Team Championship     | 11:12   |
| 6                           | Jeff Jarrett (c) derrotou Dustin Rhodes                                                  | Luta individual pelo NWA World Heavyweight Championship | 07:06   |
| (c) - Campeão antes da luta |                                                                                          |                                                         |         |

## NWA/TNA PPV 80
NWA/TNA PPV 80 foi um evento pay-per-view promovido pela NWA-Total Nonstop Action, ocorreu nos dias 28 de janeiro de 2004 e 4 de fevereiro de 2004 e exibido em 11 de fevereiro de 2004 no Fairgrounds Coliseum na cidade de Nashville, Tennessee.

### Resultados
| Nº | Lutas | Estipulação                                      | Duração |
| -- | --- | ------------------------------------------------ | ------- |
| 1  | Juventud Guerrera (MEX) derrotou Chris Sabin (USA) | Luta individual                                  | 10:10   |
| 2  | Héctor Garza (MEX) derrotou Sonjay Dutt (USA) | Luta individual                                  | 04:50   |
| 3  | Jerry Lynn (USA) derrotou Mr. Águila (MEX) | Luta individual                                  | 07:45   |
| 4  | Team Mexico (Juventud Guerrera e Abismo Negro) derrotaram Team USA (Jerry Lynn e Sonjay Dutt) | Luta de duplas                                   | 11:37   |
| 5  | Chris Sabin e Elix Skipper derrotaram Team Mexico (Héctor Garza e Mr. Águila) | Luta de duplas                                   | 10:49   |
| 6  | Team Mexico (Juventud Guerrera, Héctor Garza, Mr. Águila e Abismo Negro) derrotaram Team USA (Chris Sabin, Sonjay Dutt, Jerry Lynn e Elix Skipper) - Garza eliminou Dutt (09:32). - Skipper eliminou Negro (10:04). - Sabin eliminou Garza (12:26). - Aguila eliminou Skipper (13:40). - Guerrera eliminou Sabin (17:06). - Lynn eliminou Aguila (17:44). - Guerrera eliminou Lynn (22:16). | Luta de eliminação pela Final da America's X Cup | 22:16   |

## NWA/TNA PPV 81
NWA/TNA PPV 81 foi um evento pay-per-view promovido pela NWA-Total Nonstop Action, ocorre no dia 18 de fevereiro de 2004 no Fairgrounds Coliseum na cidade de Nashville, Tennessee.

### Resultados
| Nº   | Lutas | Estipulação       | Duração |
| ---- | --- | ----------------- | ------- |
| Dark | Trinity derrotou Angel Williams                                                                                     | Luta individual   | N/A     |
| Dark | Shane Douglas derrotou Ken Phoenix                                                                                  | Luta individual   | N/A     |
| Dark | BG James derrotou Nate Webb                                                                                         | Luta individual   | N/A     |
| 1    | Jerry Lynn, Elix Skipper, Sonjay Dutt e Chris Sabin derrotaram Jason Cross, Jimmy Rave, Roderick Strong e Shark Boy | Luta de quartetos | 07:10   |
| 2    | Michael Shane derrotou Ron Killings                                                                                 | Luta individual   | 06:52   |
| 3    | El Leon e Dustin Rhodes derrotaram The Red-shirts (Kevin Northcutt e Joe Legend)                                    | Luta de duplas    | 09:00   |
| 4    | A.J. Styles derrotou Abyss por desqualificação.                                                                     | Luta de duplas    | 09:53   |
| 5    | The Insane Clown Posse derrotaram Glen Gilberti e Kid Kash                                                          | Luta de duplas    | 05:30   |
| 6    | Raven e Terry Funk derrotaram Julio Dinero e CM Punk                                                                | Luta de duplas    | 07:14   |
| 7    | Jeff Jarrett derrotou Chris Harris                                                                                  | Luta individual   | 11:18   |

## NWA/TNA PPV 82
NWA/TNA PPV 82 foi um evento pay-per-view promovido pela NWA-Total Nonstop Action, ocorre no dia 25 de fevereiro de 2004 no Fairgrounds Coliseum na cidade de Nashville, Tennessee.

### Resultados
| Nº   | Lutas | Estipulação     | Duração |
| ---- | --- | --------------- | ------- |
| Dark | El Leon derrotou Chris Stevens                                                                                  | Luta individual | N/A     |
| Dark | Chris Sabin derrotou Sebastian                                                                                  | Luta individual | N/A     |
| 1    | Petey Williams derrotou Juventud Guerrera e Jerry Lynn                                                          | Luta triangular | 08:11   |
| 2    | Simon Diamond derrotou Johnny Swinger por desqualificação.                                                      | Luta individual | 04:38   |
| 3    | Shane Douglas e Michael Shane derrotaram 3Live Kru (Konnan e Ron Killings)                                      | Luta de duplas  | 06:57   |
| 4    | Chris Harris derrotou Chase Stevens                                                                             | Luta individual | 04:34   |
| 5    | Chris Harris derrotou Andy Douglas                                                                              | Luta individual | 02:42   |
| 6    | Chris Harris derrotou The Naturals (Andy Douglas e Chase Stevens)                                               | Luta Handicap   | 06:33   |
| 7    | Raven e Sabu derrotaram CM Punk e Julio Dinero                                                                  | Luta de duplas  | 05:57   |
| 8    | Abyss derrotou A.J. Styles, com o resultado Abyss garantiu o direito de ser também NWA World Tag Team Champion. | Luta de mesas   | 13:45   |

## NWA/TNA PPV 83
NWA/TNA PPV 83 foi um evento pay-per-view promovido pela NWA-Total Nonstop Action, ocorre no dia 3 de março de 2004 no Fairgrounds Coliseum na cidade de Nashville, Tennessee.

### Resultados
| Nº   | Lutas | Estipulação               | Duração |
| ---- | --- | ------------------------- | ------- |
| Dark | BG James derrotou John Saxon | Luta individual           | N/A     |
| Dark | Trinity derrotou One Dirty Bitch | Luta individual           | N/A     |
| Dark | El Leon derrotou Mike Youngblood | Luta individual           | N/A     |
| Dark | Don Harris e Chris Vaughn derrotaram Jason Porcaro e Ty Smiley                                                                                 | Luta de duplas            | N/A     |
| 1    | Chris Harris derrotou Kevin Northcutt | Luta individual           | 09:10   |
| 2    | Sonny Siaki, D'Lo Brown, Ron Killings, Simon Diamond e Konnan derrotaram Glenn Gilberti, David Young, Johnny Swinger, Kid Kash e Michael Shane | Luta de quintetos         | 10:10   |
| 3    | Frankie Kazarian derrotou Jerry Lynn | Luta individual           | 09:04   |
| 4    | Elix Skipper, Sonjay Dutt e Chris Sabin derrotaram Kuishinbo Kamen, Ebessan e Nosawa                                                           | Luta de trios             | 06:58   |
| 5    | Abyss vs. A.J. Styles acabou sem vencedor. | Luta Falls Count Anywhere | 14:42   |
| 6    | Chris Harris derrotou Shane Douglas | Luta individual           | 10:12   |

## NWA/TNA PPV 84
NWA/TNA PPV 84 foi um evento pay-per-view promovido pela NWA-Total Nonstop Action, ocorreu nos dias 25 de fevereiro e 3 de março de 2004 no Fairgrounds Coliseum na cidade de Nashville, Tennessee e foi exibido em 10 de março de 2004.

### Resultados
| Nº | Lutas | Estipulação        | Duração |
| -- | --- | ------------------ | ------- |
| 1  | Teddy Hart derrotou Mr. Águila | Luta individual    | 09:12   |
| 2  | Juventud Guerrera derrotou Petey Williams | Luta individual    | 08:59   |
| 3  | Johnny Devine derrotou Abismo Negro | Luta individual    | 06:02   |
| 4  | Héctor Garza derrotou Jack Evans | Luta individual    | 06:21   |
| 5  | Juventud Guerrera e Abismo Negro derrotaram Teddy Hart e Jack Evans | Luta de duplas     | 07:17   |
| 6  | Johnny Devine e Petey Williams derrotaram Héctor Garza e Mr. Águila | Luta de duplas     | 08:58   |
| 7  | Team Mexico (Juventud Guerrera, Héctor Garza, Mr. Águila e Abismo Negro) derrotaram Team Canada (Teddy Hart, Johnny Devine, Jack Evans e Petey Williams) - Guerrera eliminou Evans (11:31). - Hart eliminou Negro (12:06). - Devine eliminou Guerrera (13:12). - Aguila eliminou Devine (13:31). - Hart eliminou Aguila (14:32). - Garza eliminou Hart (14:58). - Garza derrotou Williams (15:41). | Luta de eliminação | 15:41   |
| 8  | Glenn Gilberti, David Young e Kid Kash derrotaram The Insane Clown Posse e 2 Tuff Tony | Luta Dark Carnival | 11:58   |

## NWA/TNA PPV 85
NWA/TNA PPV 85 foi um evento pay-per-view promovido pela NWA-Total Nonstop Action, ocorre no dia 17 de março de 2004 no Fairgrounds Coliseum na cidade de Nashville, Tennessee.

### Resultados
| Nº                             | Lutas | Estipulação                                             | Duração |
| ------------------------------ | --- | ------------------------------------------------------- | ------- |
| Dark                           | El Leon derrotou Ryan Boz | Luta individual                                         | N/A     |
| Dark                           | Jerry Lynn derrotou John McChesney | Luta individual                                         | N/A     |
| Dark                           | The Naturals (Chase Stevens e Andy Douglas) derrotaram Hallowmass                                                                           | Luta de duplas                                          | N/A     |
| 1                              | Frankie Kazarian derrotou Elix Skipper | Luta individual                                         | 06:13   |
| 2                              | Monty Brown derrotou Chris Vaughn | Luta individual                                         | 04:54   |
| 3                              | James Storm derrotou Shane Douglas | Luta individual                                         | 05:07   |
| 4                              | Ron Killings derrotou D'Lo Brown, Simon Diamond, Glenn Gilberti, Kid Kash, Konnan, Michael Shane, Sonny Siaki, Johnny Swinger e David Young | Luta Gauntlet                                           | 12:27   |
| 5                              | Abyss derrotou A.J. Styles | Luta de escadas                                         | 12:59   |
| 6                              | Jeff Jarrett (c) derrotou Chris Harris | Luta individual pelo NWA World Heavyweight Championship | 19:45   |
| (c) - Campeão(s) antes da luta | |                                                         |         |

## NWA/TNA PPV 86
NWA/TNA PPV 86 foi um evento pay-per-view promovido pela NWA-Total Nonstop Action, ocorre no dia 24 de março de 2004 no Fairgrounds Coliseum na cidade de Nashville, Tennessee.

### Resultados
| Nº                             | Lutas | Estipulação        | Duração |
| ------------------------------ | --- | ------------------ | ------- |
| Dark                           | Eric Young e ??? derrotaram Brian Gamble e ???. | Luta de duplas     | N/A     |
| Dark                           | James Storm derrotou Jason Rumble | Luta individual    | N/A     |
| Dark                           | A.J. Styles derrotou Jerrelle Clark | Luta individual    | N/A     |
| 1                              | Triple X (Christopher Daniels e Low-Ki derrotaram Shane Douglas e Michael Shane | Luta de duplas     | 09:15   |
| 2                              | The Disciples of the New Church (Slash e Sinn) derrotaram Glen Gilberti e David Young | Luta de duplas     | 06:59   |
| 3                              | Kid Kash e Dallas derrotaram Simon Diamond e Sonny Siaki | Luta de duplas     | 10:09   |
| 4                              | The Naturals (Andy Douglas e Chase Stevens) derrotaram 3Live Kru (Konnan e BG James | Luta de duplas     | 06:36   |
| 5                              | Ron Killings vs. Abyss acabou sem vencedor. | Luta individual    | 09:14   |
| 6                              | The Amazing Red derrotou Jerry Lynn, Nosawa, Frankie Kazarian, Elix Skipper e Petey Williams - Jerry Lynn eliminou Nosawa (05:31). - Frankie Kazarian eliminou Elix Skipper (07:30). - Kazarian eliminou Lynn (09:27). - Kazarian eliminou Petey Williams (11:10). - Red derrotou Kazarian (12:08). | Luta de eliminação | 12:08   |
| (c) - Campeão(s) antes da luta | |                    |         |

## NWA/TNA PPV 87
NWA/TNA PPV 87 foi um evento pay-per-view promovido pela NWA-Total Nonstop Action, ocorreu no dia 31 de março de 2004 no Fairgrounds Coliseum na cidade de Nashville, Tennessee.

### Resultados
| Nº       | Lutas | Estipulação                                           | Duração |
| -------- | --- | ----------------------------------------------------- | ------- |
| Dark     | Eddie Colón derrotou ???                                                                                                   | Luta individual                                       | N/A     |
| Dark     | Johnny Swinger derrotou Gabe Roach                                                                                         | Luta individual                                       | N/A     |
| Dark     | BG James derrotou J-Rocc                                                                                                   | Luta individual                                       | N/A     |
| Dark     | Chris Harris derrotou Lash Leroux                                                                                          | Luta individual                                       | N/A     |
| Xplosion | Elix Skipper, Jerry Lynn e Sonjay Dutt derrotaram Nate Webb, Johnny Curtis e The Mayor                                     | Luta de trios                                         | N/A     |
| 1        | Triple X (Christopher Daniels e Low-Ki derrotaram The Naturals (Andy Douglas e Chase Stevens)                              | Luta de duplas                                        | 12:08   |
| 2        | Kid Kash e Dallas derrotaram The Disciples of the New Church (Slash e Sinn)                                                | Luta de duplas                                        | 08:45   |
| 3        | Sabu vs. Monty Brown acabou sem vencedor.                                                                                  | Luta individual                                       | 10:34   |
| 4        | D'Lo Brown e Gran Apolo derrotaram Glen Gilberti e David Young, Simon Diamond e Sonny Siaki, Shane Douglas e Michael Shane | Luta Four Corners                                     | 09:51   |
| 5        | Frankie Kazarian derrotou The Amazing Red                                                                                  | Luta individual pelo vago NWA X Division Championship | 09:16   |
| 6        | Raven derrotou A.J. Styles, Abyss e Ron Killings                                                                           | Luta Four Corners                                     | 11:13   |

## NWA/TNA PPV 88
NWA/TNA PPV 88 foi um evento pay-per-view promovido pela NWA-Total Nonstop Action, ocorreu nos dias 24 e 31 de março de 2004 no Fairgrounds Coliseum na cidade de Nashville, Tennessee e foi ao ar em 7 de abril de 2004.

### Resultados
| Nº | Lutas | Estipulação                                              | Duração |
| -- | --- | -------------------------------------------------------- | ------- |
| 1  | Mr. Águila derrotou Dean Allmark | Luta individual                                          | 06:16   |
| 2  | Heavy Metal derrotou Robbie Dynamite | Luta individual                                          | 03:36   |
| 3  | Héctor Garza derrotou Frankie Sloan | Luta individual                                          | 09:25   |
| 4  | James Mason derrotou Abismo Negro | Luta individual                                          | 05:38   |
| 5  | Frankie Sloan e Robbie Dynamite derrotaram Mr. Águila e Héctor Garza | Luta de duplas                                           | 09:19   |
| 6  | James Mason e Dean Allmark derrotaram Heavy Metal e Abismo Negro | Luta de duplas                                           | 07:26   |
| 7  | Team Mexico (Mr. Águila, Heavy Metal, Héctor Garza e Abismo Negro) derrotaram Team UK (Dean Allmark, Robbie Dynamite, Frankie Sloan e James Mason) - Dynamite eliminou Metal (06:00). - Negro eliminou Allmark (08:00). - Aguila eliminou Sloan (10:20). - Garza eliminou Mason (12:17). - Aguila derrotou Dynamite (12:17). | Luta de eliminação                                       | 12:17   |
| 8  | Kid Kash e Dallas derrotaram Triple X (Low-Ki e Christopher Daniels) | Luta de duplas pelo vago NWA World Tag Team Championship | 14:23   |

## NWA/TNA PPV 89
NWA/TNA PPV 89 foi um evento pay-per-view promovido pela NWA-Total Nonstop Action, ocorreu no dia 14 de abril de 2004 no Fairgrounds Coliseum na cidade de Nashville, Tennessee.

### Resultados
| Nº                             | Lutas                                                                                              | Estipulação                                         | Duração |
| ------------------------------ | -------------------------------------------------------------------------------------------------- | --------------------------------------------------- | ------- |
| Dark                           | 3Live Kru (Konnan, BG James e Ron Killings) derrotaram Scotty Matthews, Chance Prophet e Ryan Boz  | Luta de trios                                       | N/A     |
| Dark                           | Jerry Lynn e Elix Skipper derrotaram Nate Webb e Chris Hero                                        | Luta de duplas                                      | N/A     |
| Dark                           | The Amazing Red derrotou Seth Delay                                                                | Luta individual                                     | N/A     |
| 1                              | Jeff Jarrett derrotou James Storm                                                                  | Luta individual                                     | 11:38   |
| 2                              | Frankie Kazarian (c) derrotou Sonjay Dutt                                                          | Luta individual pelo NWA X Division Championship    | 11:56   |
| 3                              | Simon Diamond derrotou Johnny Swinger                                                              | Luta individual                                     | 07:57   |
| 4                              | Monty Brown derrotou Sabu                                                                          | Luta Falls Count Anywhere                           | 08:35   |
| 5                              | D'Lo Brown e Gran Apolo derrotaram Kid Kash e Dallas (c) por desqualificação para ganhar o título. | Luta de duplas pelo NWA World Tag Team Championship | 08:24   |
| 6                              | Chris Harris derrotou Raven                                                                        | Luta individual                                     | 17:13   |
| (c) - Campeão(s) antes da luta | |                                                     |         |

## NWA/TNA PPV 90
NWA/TNA PPV 90 foi um evento pay-per-view promovido pela NWA-Total Nonstop Action, ocorreu no dia 21 de abril de 2004 no Fairgrounds Coliseum na cidade de Nashville, Tennessee.

### Resultados
| Nº                             | Lutas                                                                                              | Estipulação                                                    | Duração |
| ------------------------------ | -------------------------------------------------------------------------------------------------- | -------------------------------------------------------------- | ------- |
| Dark                           | Sonjay Dutt derrotou Nate Webb                                                                     | Luta individual                                                | N/A     |
| Dark                           | Jerry Lynn, Chris Sabin e Elix Skipper derrotaram Jared Steel, Gabe Roach e Don Crisis             | Luta de trios                                                  | N/A     |
| Dark                           | The Naturals (Chase Stevens e Andy Douglas) derrotaram Jeff Lewis e Eric Darkstorm                 | Luta de duplas                                                 | N/A     |
| Dark                           | The Amazing Red derrotou Shawn Daivari                                                             | Luta individual                                                | N/A     |
| 1                              | Abyss e Monty Brown derrotaram Sabu                                                                | Luta Handicap                                                  | 07:27   |
| 2                              | Shark Boy derrotou David Young                                                                     | Luta individual                                                | 04:08   |
| 3                              | Johnny Swinger e Glenn Gilberti derrotaram Simon Diamond e Sonny Siaki                             | Luta de duplas                                                 | 09:53   |
| 4                              | Christopher Daniels derrotou Michael Shane                                                         | Luta individual                                                | 13:27   |
| 5                              | Kid Kash e Dallas derrotaram D'Lo Brown e Gran Apolo (c) por desqualificação para ganhar o título. | Luta de duplas pelo NWA World Tag Team Championship            | 06:26   |
| 6                              | A.J. Styles derrotou Jeff Jarrett (c)                                                              | Luta numa jaula de aço pelo NWA World Heavyweight Championship | 13:36   |
| (c) - Campeão(s) antes da luta | |                                                                |         |

## NWA/TNA PPV 91
NWA/TNA PPV 91 foi um evento pay-per-view promovido pela NWA-Total Nonstop Action, ocorreu no dia 28 de abril de 2004 no Fairgrounds Coliseum na cidade de Nashville, Tennessee.

### Resultados
| Nº                             | Lutas | Estipulação                                                    | Duração |
| ------------------------------ | --- | -------------------------------------------------------------- | ------- |
| Dark                           | Monty Brown derrotou Silas Young | Luta individual                                                | N/A     |
| Dark                           | Chris Vaughn derrotou David Young | Luta individual                                                | N/A     |
| Dark                           | Frankie Kazarian derrotou ???? | Luta individual                                                | N/A     |
| Dark                           | Michael Shane derrotou Apollo Khan | Luta individual                                                | N/A     |
| Dark                           | The Amazing Red derrotou Vito Thomaselli | Luta individual                                                | N/A     |
| 1                              | Team TNA (Christopher Daniels, Jerry Lynn, Elix Skipper e Chris Sabin) derrotaram Team Mexico (Héctor Garza, Mr. Águila, Abismo Negro e Heavy Metal) | Luta de quartetos pela World X Cup Tournament                  | 11:18   |
| 2                              | Kid Kash e Dallas (c) derrotaram D'Lo Brown e Gran Apolo                                                                                             | Luta Nightstick on a Pole pelo NWA World Tag Team Championship | 07:14   |
| 3                              | Sabu derrotaram Abyss por desqualificação. | Luta individual                                                | 07:48   |
| 4                              | Pat Kenney, Sonny Siaki e Desire derrotaram Glenn Gilberti, Johnny Swinger e Trinity                                                                 | Luta de trios                                                  | 08:19   |
| 5                              | Raven derrotou James Storm | Luta individual                                                | 09:55   |
| 6                              | A.J. Styles (c) derrotou Ron Killings | Luta individual pelo NWA World Heavyweight Championship        | 09:38   |
| (c) - Campeão(s) antes da luta | |                                                                |         |

## NWA/TNA PPV 92
NWA/TNA PPV 92 foi um evento pay-per-view promovido pela NWA-Total Nonstop Action, ocorreu no dia 5 de maio de 2004 no Fairgrounds Coliseum na cidade de Nashville, Tennessee.

### Resultados
| Nº                             | Lutas | Estipulação                                             | Duração |
| ------------------------------ | --- | ------------------------------------------------------- | ------- |
| Dark                           | Michael Shane derrotou Apollo Khan | Luta individual                                         | N/A     |
| Xplosion                       | Kid Kash e Dallas derrotaram Johnny Parks e Paul E. Normous                                                                                             | Luta de duplas                                          | N/A     |
| Xplosion                       | D-Ray 3000 derrotou David Young | Luta individual                                         | N/A     |
| Xplosion                       | The Naturals (Chase Stevens e Andy Douglas) derrotaram Nate Webb e John Curtis                                                                          | Luta de duplas                                          | N/A     |
| Xplosion                       | James Storm derrotou Jared Steele | Luta individual                                         | N/A     |
| 1                              | Sonjay Dutt derrotou The Amazing Red | Luta individual                                         | 08:39   |
| 2                              | Shane Douglas derrotou Michael Shane | Luta individual                                         | 08:24   |
| 3                              | Team Canada (Petey Williams, Johnny Devine, Eric Young e Bobby Roode) derrotaram Team TNA (Jerry Lynn, Elix Skipper, Chris Sabin e Christopher Daniels) | Luta de quartetos pela World X Cup Tournament           | 10:46   |
| 4                              | Trinity derrotou Desire | Luta individual                                         | 02:52   |
| 5                              | Abyss derrotou Erik Watts | Luta individual                                         | 06:00   |
| 6                              | A.J. Styles (c) derrotou Raven | Luta individual pelo NWA World Heavyweight Championship | 16:01   |
| (c) - Campeão(s) antes da luta | |                                                         |         |

## NWA/TNA PPV 93
NWA/TNA PPV 93 foi um evento pay-per-view promovido pela NWA-Total Nonstop Action, ocorreu no dia 12 de maio de 2004 no Fairgrounds Coliseum na cidade de Nashville, Tennessee.

### Resultados
| Nº                             | Lutas                                                                                           | Estipulação                                             | Duração |
| ------------------------------ | ----------------------------------------------------------------------------------------------- | ------------------------------------------------------- | ------- |
| 1                              | James Storm derrotou Kid Kash                                                                   | Luta individual                                         | 09:07   |
| 2                              | Monty Brown derrotou BG James                                                                   | Luta individual                                         | 06:29   |
| 3                              | The Amazing Red derrotou Sonjay Dutt                                                            | Luta individual                                         | 07:24   |
| 4                              | Shane Douglas derrotou Michael Shane                                                            | Luta Corporal Punishment                                | 09:06   |
| 5                              | Team Canada (Bobby Roode e Petey Williams) derrotaram Team Mexico (Héctor Garza e Abismo Negro) | Luta de duplas pela World X Cup Tournament              | 08:10   |
| 6                              | A.J. Styles (c) derrotou Chris Harris                                                           | Luta individual pelo NWA World Heavyweight Championship | 15:38   |
| Dark                           | Abyss derrotou D-Ray 3000                                                                       | Luta individual                                         | N/A     |
| (c) - Campeão(s) antes da luta |                                                                                                 |                                                         |         |

## NWA/TNA PPV 94
NWA/TNA PPV 94 foi um evento pay-per-view promovido pela NWA-Total Nonstop Action, ocorreu no dia 19 de maio de 2004 no Fairgrounds Coliseum na cidade de Nashville, Tennessee.

### Resultados
| Nº                             | Lutas | Estipulação                                               | Duração |
| ------------------------------ | --- | --------------------------------------------------------- | ------- |
| Dark                           | Sabu derrotou Lash Leroux                                                                                             | Luta individual                                           | N/A     |
| Dark                           | Monty Brown derrotou JT Lightning                                                                                     | Luta individual                                           | N/A     |
| 1                              | Jerry Lynn derrotou Bobby Roode                                                                                       | Luta individual pela World X Cup Tournament               | 09:46   |
| 2                              | Jerry Lynn derrotou Scott D'Amore por desqualificação.                                                                | Luta individual                                           | 03:56   |
| 3                              | D-Ray 3000 derrotou David Young                                                                                       | Luta individual                                           | 04:37   |
| 4                              | Team Mexico (Abismo Negro, Mr. Águila e Heavy Metal) derrotaram Team Japan (Ryuji Hijikata, Mitsu Hirai Jr. e Nosawa) | Luta de trios pela World X Cup Tournament                 | 07:02   |
| 5                              | The Amazing Red derrotou Sonjay Dutt                                                                                  | Luta individual                                           | 09:10   |
| 6                              | Dusty Rhodes e James Storm derrotaram Kid Kash e Dallas                                                               | Luta Bunkhouse                                            | 11:34   |
| 7                              | Team Canada (Bobby Roode e Petey Williams) derrotaram Team Mexico (Héctor Garza e Abismo Negro)                       | Luta de duplas                                            | 08:10   |
| 8                              | Ron Killings derrotou A.J. Styles (c), Chris Harris e Raven                                                           | Luta Four Corners pelo NWA World Heavyweight Championship | 19:12   |
| (c) - Campeão(s) antes da luta | |                                                           |         |

## NWA/TNA PPV 95
NWA/TNA PPV 95 foi um evento pay-per-view promovido pela NWA-Total Nonstop Action, ocorreu nos dias 12 e 19 de maio de 2004 no Fairgrounds Coliseum na cidade de Nashville, Tennessee e foi ao ar no dia 26 de maio.

### Resultados
| Nº | Lutas | Estipulação                                               | Duração |
| -- | --- | --------------------------------------------------------- | ------- |
| 1  | Héctor Garza ( México) derrotou Elix Skipper ( Estados Unidos)                                              | Luta Gauntlet pela World X Cup Tournament                 | 18:58   |
| 2  | Estados Unidos (Christopher Daniels e Elix Skipper) derrotaram Canadá (Bobby Roode e Johnny Devine)         | Luta de duplas pela World X Cup Tournament                | 11:34   |
| 3  | Japão (Ryuji Hijikata e Mitsu Hirai, Jr.) derrotaram México (Abismo Negro e Heavy Metal)                    | Luta de duplas pela World X Cup Tournament                | 08:00   |
| 4  | México (Abismo Negro, Mr. Águila e Heavy Metal) derrotaram Japão (Ryuji Hijikata, Mitsu Hirai Jr. e Nosawa) | Luta de trios pela World X Cup Tournament                 | 07:02   |
| 5  | Eric Young ( Canadá) derrotou Jerry Lynn ( Estados Unidos), Mr. Águila ( México) e Taichi Ishikari ( Japão) | Luta de escadas pela World X Cup Tournament               | 18:11   |
| 6  | Chris Sabin ( Estados Unidos) derrotou Petey Williams ( Canadá), Héctor Garza ( México)                     | Luta Ultimate X pela final da World X Cup Tournament 2004 | 13:45   |

#### Entradas e eliminações Luta Gauntlet
Equipes participantes
- México (Héctor Garza, Abismo Negro, Mr. Águila e Heavy Metal)
- Estados Unidos (Jerry Lynn, Elix Skipper, Chris Sabin e Christopher Daniels)
- Canadá (Petey Williams, Johnny Devine, Eric Young e Bobby Roode)
- Japão (Nosawa, Mitsu Hirai, Jr., Taichi Ishikari e Ryuji Hijikata)

| Entrada | Lutador             | Equipe         | Eliminação |
| ------- | ------------------- | -------------- | ---------- |
| 1       | Christopher Daniels | Estados Unidos | 5          |
| 2       | Johnny Devine       | Canadá         | 6          |
| 3       | Nosawa              | Japão          | 3          |
| 4       | Taichi Ishikari     | Japão          | 1          |
| 5       | Chris Sabin         | Estados Unidos | 2          |
| 6       | Mr. Águila          | México         | 10         |
| 7       | Petey Williams      | Canadá         | 4          |
| 8       | Ryuji Hijikata      | Japão          | 13         |
| 9       | Jerry Lynn          | Estados Unidos | 9          |
| 10      | Heavy Metal         | México         | 8          |
| 11      | Mitsu Hirai, Jr.    | Japão          | 7          |
| 12      | Bobby Roode         | Canadá         | 11         |
| 13      | Abismo Negro        | México         | 12         |
| 14      | Eric Young          | Canadá         | 14         |
| 15      | Elix Skipper        | Estados Unidos | Finalista  |
| 16      | Héctor Garza        | México         | Vencedor   |

#### Classificação da World X Cup Tournament
| Nº | Equipe         | Pontos |
| -- | -------------- | ------ |
| 1º | Estados Unidos | 6      |
| 2º | México         | 4      |
| 3º | Canadá         | 3      |
| 4º | Japão          | 2      |

## NWA/TNA PPV 96
NWA/TNA PPV 96 foi um evento pay-per-view promovido pela NWA-Total Nonstop Action, ocorreu no dia 2 de junho de 2004 no Fairgrounds Coliseum na cidade de Nashville, Tennessee.

### Resultados
| Nº                             | Lutas | Estipulação                                                       | Duração |
| ------------------------------ | --- | ----------------------------------------------------------------- | ------- |
| Dark                           | The Naturals (Andy Douglas e Chase Stevens) derrotaram J-Rocc e Jason Porcaro | Luta de duplas                                                    | N/A     |
| Dark                           | Elix Skipper derrotou Dirk Ciglar | Luta individual                                                   | N/A     |
| Dark                           | Chris Sabin derrotou Conrad Kennedy III | Luta individual                                                   | N/A     |
| 1                              | Team Canada (Petey Williams e Bobby Roode) derrotaram Jerry Lynn e Heavy Metal | Luta de duplas                                                    | 09:01   |
| 2                              | Monty Brown derrotou Sonny Siaki | Luta individual                                                   | 07:10   |
| 3                              | Frankie Kazarian (c) derrotou The Amazing Red | Luta individual pelo NWA X Division Championship                  | 09:38   |
| 4                              | Abyss derrotou D-Ray 3000 | Luta individual                                                   | 03:10   |
| 5                              | Kid Kash e Dallas (c) derrotaram Dusty Rhodes e James Storm | Luta de duplas pelo NWA World Tag Team Championship               | 10:57   |
| 6                              | Jeff Jarrett derrotou A.J. Styles, Chris Harris, Raven e Ron Killings (c) - Styles derrotou Jarrett (04:39). - Harris derrotou Raven (05:31). - Killings derrotou Harris (07:25). - Raven derrotou Harris (14:54). - Jarrett derrotou Killings (15:52). - Styles derrotou Jarrett (16:27). - Jarrett pendurou o cinturão (20:10). | Luta King of the Mountain pelo NWA World Heavyweight Championship | 20:10   |
| (c) - Campeão(s) antes da luta | |                                                                   |         |

## NWA/TNA PPV 97
NWA/TNA PPV 97 foi um evento pay-per-view promovido pela NWA-Total Nonstop Action, ocorreu no dia 9 de junho de 2004 no Fairgrounds Coliseum na cidade de Nashville, Tennessee.

### Resultados
| Nº                             | Lutas | Estipulação                                         | Duração |
| ------------------------------ | --- | --------------------------------------------------- | ------- |
| Dark                           | Erik Watts derrotou Kevin Matthews                                                                       | Luta individual                                     | N/A     |
| Dark                           | Kid Kash derrotou Dirty Money                                                                            | Luta individual                                     | N/A     |
| Dark                           | Monty Brown e Abyss derrotaram Shane Matthews e Bart Sawyer                                              | Luta de duplas                                      | N/A     |
| Dark                           | Raven derrotou Dagon Briggs                                                                              | Luta individual                                     | N/A     |
| 1                              | America's Most Wanted (James Storm e Chris Harris) (c) derrotaram Johnny Swinger e Glen Gilberti         | Luta de duplas pelo NWA World Tag Team Championship | 07:11   |
| 2                              | Michael Shane derrotou Chris Sabin                                                                       | Luta individual                                     | 05:53   |
| 3                              | Sonjay Dutt derrotou D-Ray 3000, Shark Boy e David Young                                                 | Luta Four Corners                                   | 03:57   |
| 4                              | Team Canada (Bobby Roode, Petey Williams e Eric Young) derrotaram Jerry Lynn, Héctor Garza e Heavy Metal | Luta de trios                                       | 07:08   |
| 5                              | Jeff Jarrett derrotou Konnan                                                                             | Luta Barrio Strap                                   | 01:58   |
| 6                              | Jeff Jarrett derrotou BG James                                                                           | Luta Trailer Park                                   | 03:10   |
| 7                              | Ron Killings derrotou Jeff Jarrett                                                                       | Luta Ghetto                                         | 04:21   |
| 8                              | A.J. Styles derrotou Frankie Kazarian (c)                                                                | Luta individual pelo NWA X Division Championship    | 19:26   |
| (c) - Campeão(s) antes da luta | |                                                     |         |

## NWA/TNA PPV 98
NWA/TNA PPV 98 foi um evento pay-per-view promovido pela NWA-Total Nonstop Action, ocorreu no dia 16 de junho de 2004 no Fairgrounds Coliseum na cidade de Nashville, Tennessee.

### Resultados
| Nº                             | Lutas | Estipulação                                         | Duração |
| ------------------------------ | --- | --------------------------------------------------- | ------- |
| Dark                           | The Naturals (Andy Douglas e Chase Stevens) derrotaram JR Ryder e John McChesney                           | Luta de duplas                                      | N/A     |
| Dark                           | Michael Shane derrotou Nate Mattson                                                                        | Luta individual                                     | N/A     |
| Dark                           | Héctor Garza derrotou Vordell Walker                                                                       | Luta individual                                     | N/A     |
| 1                              | 3Live Kru (Konnan, Ron Killings e BG James) derrotaram Onyx, Hotstuff Hernandez e Chad Collyer             | Luta de trios                                       | 05:40   |
| 2                              | Trinity derrotou Angel Williams                                                                            | Luta individual                                     | 04:00   |
| 3                              | Sonny Siaki e Pat Kenney derrotaram Johnny Swinger e Glenn Gilberti                                        | Luta de duplas                                      | 08:04   |
| 4                              | Raven derrotou Sonjay Dutt                                                                                 | Luta sem desqualificações                           | 04:49   |
| 5                              | A.J. Styles derrotou Dallas                                                                                | Luta individual                                     | 10:51   |
| 6                              | America's Most Wanted (James Storm e Chris Harris) (c) derrotaram Monty Brown e Abyss por desqualificação. | Luta de duplas pelo NWA World Tag Team Championship | 14:14   |
| 7                              | Team Canada (Bobby Roode, Petey Williams e Eric Young) derrotaram Jerry Lynn, Elix Skipper e Chris Sabin   | Luta de bandeiras                                   | 12:48   |
| (c) - Campeão(s) antes da luta | |                                                     |         |

## NWA/TNA PPV 99
NWA/TNA PPV 99 foi um evento pay-per-view promovido pela NWA-Total Nonstop Action, ocorreu no dia 23 de junho de 2004 no Fairgrounds Coliseum na cidade de Nashville, Tennessee.

### Resultados
| Nº                             | Lutas                                                                                                 | Estipulação                                             | Duração |
| ------------------------------ | --- | ------------------------------------------------------- | ------- |
| Dark                           | Chris Sabin e Elix Skipper derrotaram Mikal Adryan e Kid Krazy                                        | Luta de duplas                                          | N/A     |
| Dark                           | Team Canada (Bobby Roode, Petey Williams e Eric Young) derrotaram Nate Webb, Danny Daniels e Ryan Baz | Luta de trios                                           | N/A     |
| Dark                           | Sabu derrotou Lonestar                                                                                | Luta individual                                         | N/A     |
| 1                              | America's Most Wanted (James Storm e Chris Harris) (c) derrotaram Miyamoto e Nosawa                   | Luta de duplas pelo NWA World Tag Team Championship     | 09:50   |
| 2                              | Trinity derrotou Desire                                                                               | Luta de macas                                           | 09:50   |
| 3                              | Jerry Lynn derrotou Scott D'Amore                                                                     | Luta individual                                         | 15:20   |
| 4                              | Mascarita Sagrada derrotou Mini Pierroth                                                              | Luta individual                                         | 08:14   |
| 5                              | A.J. Styles (c) vs. Jeff Hardy acabou sem vencedor.                                                   | Luta individual pelo NWA X Division Championship        | 07:00   |
| 6                              | Jeff Jarrett (c) vs. Ron Killings acabou sem vencedor.                                                | Luta individual pelo NWA World Heavyweight Championship | 14:00   |
| (c) - Campeão(s) antes da luta | |                                                         |         |

## NWA/TNA PPV 100
NWA/TNA PPV 100 foi um evento pay-per-view promovido pela NWA-Total Nonstop Action, ocorreu no dia 30 de junho de 2004 no Fairgrounds Coliseum na cidade de Nashville, Tennessee.

### Resultados
| Nº                             | Lutas | Estipulação                                   | Duração |
| ------------------------------ | --- | --------------------------------------------- | ------- |
| 1                              | Sabu e Sonjay Dutt derrotaram Team Canada (Bobby Roode e Petey Williams)                                  | Luta de duplas                                | 10:23   |
| 2                              | D'Lo Brown vs. Monty Brown acabou em dupla contagem.                                                      | Luta individual                               | 04:57   |
| 3                              | Sonny Siaki e Pat Kenney derrotaram Glenn Gilberti e Johnny Swinger                                       | Luta de duplas                                | 05:57   |
| 4                              | Abyss derrotou Erik Watts                                                                                 | Luta individual                               | 07:26   |
| 5                              | The Naturals (Andy Douglas e Chase Stevens) derrotaram America's Most Wanted (James Storm e Chris Harris) | Luta de duplas                                | 11:03   |
| 6                              | A.J. Styles (c) derrotou Frankie Kazarian, The Amazing Red, Chris Sabin, Michael Shane e Elix Skipper     | Luta Six-Way pelo NWA X Division Championship | 15:41   |
| (c) - Campeão(s) antes da luta | |                                               |         |

## NWA/TNA PPV 101
NWA/TNA PPV 101 foi um evento pay-per-view promovido pela NWA-Total Nonstop Action, ocorreu no dia 7 de julho de 2004 no Fairgrounds Coliseum na cidade de Nashville, Tennessee.

### Resultados
| Nº                             | Lutas | Estipulação                                           | Duração |
| ------------------------------ | --- | ----------------------------------------------------- | ------- |
| Dark                           | Eric Young e Johnny Devine derrotaram Rob Eckos e Damian Adams                                                                      | Luta de duplas                                        | N/A     |
| Dark                           | Abyss derrotou Drew Johnson | Luta individual                                       | N/A     |
| Dark                           | A.J. Styles derrotou Nate Webb | Luta individual                                       | N/A     |
| 1                              | Michael Shane e Frankie Kazarian derrotaram D-Ray 3000 e Shark Boy                                                                  | Luta de duplas                                        | 06:22   |
| 2                              | Monty Brown derrotou D'Lo Brown | Luta individual                                       | 07:11   |
| 3                              | Trinity e Big Vito derrotaram Sonny Siaki e Desire                                                                                  | Luta de duplas mistas                                 | 06:28   |
| 4                              | The Naturals (Chase Stevens e Andy Douglas) derrotaram America's Most Wanted (Chris Harris e James Storm) (c)                       | Luta de duplas pelo NWA World Tag Team Championship   | 00:19   |
| 5                              | Triple X (Christopher Daniels e Elix Skipper) derrotaram Team Canada (Bobby Roode e Petey Williams) e Chris Sabin e The Amazing Red | Luta triangular                                       | 11:53   |
| 6                              | Jeff Jarrett (c) derrotou Chad Collyer, Hotstuff Hernandez, BG James, Ron Killings, Konnan, Onyx e Ken Shamrock                     | Luta Gauntlet pelo NWA World Heavyweight Championship | 13:31   |
| (c) - Campeão(s) antes da luta | |                                                       |         |

## NWA/TNA PPV 102
NWA/TNA PPV 102 foi um evento pay-per-view promovido pela NWA-Total Nonstop Action, ocorreu no dia 14 de julho de 2004 no Fairgrounds Coliseum na cidade de Nashville, Tennessee.

### Resultados
| Nº   | Lutas | Estipulação           | Duração |
| ---- | --- | --------------------- | ------- |
| Dark | Big Vito derrotou JC Wolf. | Luta individual       | N/A     |
| Dark | Monty Brown derrotou Scott Fowler | Luta individual       | N/A     |
| Dark | D-Ray 3000 e Shark Boy derrotaram Sebastian e Delirious | Luta de duplas        | N/A     |
| 1    | Michael Shane derrotou A.J. Styles | Luta individual       | 11:11   |
| 2    | Abyss e Alex Shelley derrotaram Sabu e Sonjay Dutt | Luta de duplas        | 08:17   |
| 3    | The Amazing Red, Chris Sabin e Triple X (Christopher Daniels e Elix Skipper) derrotaram Team Canada (Bobby Roode e Petey Williams, Johnny Devine e Eric Young) | Luta de quartetos     | 09:08   |
| 4    | Dusty Rhodes, Larry Zbyszko, Konnan e 3Live Kru (Ron Killings e BG James) derrotaram Jeff Jarrett, Ken Shamrock, Chad Collyer, Onyx e Hotstuff Hernandez       | Luta guitar on a pole | 07:58   |
| 5    | Frankie Kazarian derrotou A.J. Styles | Luta individual       | 09:39   |
| 6    | America's Most Wanted (Chris Harris e James Storm) derrotaram The Naturals (Chase Stevens e Andy Douglas)                                                      | Luta de escadas       | 13:19   |

## NWA/TNA PPV 103
NWA/TNA PPV 103 foi um evento pay-per-view promovido pela NWA-Total Nonstop Action, ocorreu no dia 21 de julho de 2004 no Fairgrounds Coliseum na cidade de Nashville, Tennessee.

### Resultados
| Nº                             | Lutas | Estipulação                                                 | Duração |
| ------------------------------ | --- | ----------------------------------------------------------- | ------- |
| Xplosion                       | Monty Brown derrotou Mark Anthony | Luta individual                                             | N/A     |
| Xplosion                       | Alex Shelley derrotou Johnny Curtis | Luta individual                                             | N/A     |
| Xplosion                       | Team Canada (Bobby Roode e Petey Williams, Johnny Devine e Eric Young) derrotaram Jared Steele, Matt Catalano, Arrick Andrews e Johnny Dotson | Luta de quartetos                                           | N/A     |
| 1                              | Triple X (Christopher Daniels e Elix Skipper) derrotaram Abismo Negro e Mr. Águila                                                            | Luta de duplas                                              | 08:53   |
| 2                              | Big Vito derrotou Pat Kenney | Luta Sicilia Street Fight                                   | 07:20   |
| 3                              | D-Ray 3000, Shark Boy e Mike Posey derrotaram David Young e Johnny Swinger                                                                    | Luta Handicap                                               | 07:23   |
| 4                              | Abyss derrotou Sabu | Luta Falls Count Anywhere                                   | 11:35   |
| 5                              | Chris Sabin e Jerry Lynn derrotaram Frankie Kazarian e Michael Shane                                                                          | Luta de duplas                                              | 11:11   |
| 6                              | The Naturals (Chase Stevens e Andy Douglas) (c) derrotaram America's Most Wanted (Chris Harris e James Storm)                                 | Luta numa jaula de aço pelo NWA World Tag Team Championship | 15:29   |
| (c) - Campeão(s) antes da luta | |                                                             |         |

## NWA/TNA PPV 104
NWA/TNA PPV 104 foi um evento pay-per-view promovido pela NWA-Total Nonstop Action, ocorreu no dia 28 de julho de 2004 no Fairgrounds Coliseum na cidade de Nashville, Tennessee.

### Resultados
| Nº                             | Lutas | Estipulação                                         | Duração |
| ------------------------------ | --- | --------------------------------------------------- | ------- |
| Dark                           | Dallas derrotou Silas Young                                                                              | Luta individual                                     | N/A     |
| Dark                           | Sonny Siaki derrotou John McChesney                                                                      | Luta individual                                     | N/A     |
| Dark                           | 3Live Kru (Konnan, BG James e Ron Killings) derrotaram Nick Berk, Big Bully Douglas e ???                | Luta de trios                                       | N/A     |
| 1                              | America's Most Wanted (Chris Harris e James Storm) derrotaram Team Canada (Bobby Roode e Petey Williams) | Luta de duplas                                      | 09:15   |
| 2                              | Big Vito derrotou Pat Kenney                                                                             | Luta Sicilia Street Fight                           | 07:20   |
| 3                              | Abyss e Alex Shelley derrotaram D-Ray 3000 e Shark Boy                                                   | Luta de duplas                                      | 05:23   |
| 4                              | Mike Posey derrotou David Young                                                                          | Luta individual                                     | 05:06   |
| 5                              | The Naturals (Chase Stevens e Andy Douglas) (c) derrotaram Triple X (Christopher Daniels e Elix Skipper) | Luta de duplas pelo NWA World Tag Team Championship | 12:21   |
| 6                              | Jeff Hardy derrotou Monty Brown                                                                          | Luta individual                                     | 09:23   |
| 7                              | Frankie Kazarian e Michael Shane derrotaram A.J. Styles (c)                                              | Luta Ultimate X pelo NWA X Division Championship    | 14:56   |
| (c) - Campeão(s) antes da luta | |                                                     |         |

## NWA/TNA PPV 105
NWA/TNA PPV 105 foi um evento pay-per-view promovido pela NWA-Total Nonstop Action, ocorreu no dia 4 de agosto de 2004 no Fairgrounds Coliseum na cidade de Nashville, Tennessee.

### Resultados
| Nº   | Lutas | Estipulação            | Duração |
| ---- | --- | ---------------------- | ------- |
| Dark | Triple X (Christopher Daniels e Elix Skipper) derrotaram Nate Webb e Eric Darkstorm                      | Luta de duplas         | N/A     |
| Dark | Monty Brown derrotou Chance Prophet                                                                      | Luta individual        | N/A     |
| Dark | 3Live Kru (Konnan e BG James) derrotaram Jason Rumble e Sonny                                            | Luta de duplas         | N/A     |
| 1    | Raven derrotou Sabu                                                                                      | Luta individual        | 11:55   |
| 2    | Abyss derrotou Sonny Siaki                                                                               | Luta individual        | 07:35   |
| 3    | Frankie Kazarian e Michael Shane derrotaram Jerry Lynn e Chris Sabin                                     | Luta de duplas         | 08:12   |
| 4    | Pat Kenney derrotou Big Vito                                                                             | Luta Luck of the Irish | 06:14   |
| 5    | America's Most Wanted (Chris Harris e James Storm) derrotaram Team Canada (Bobby Roode e Petey Williams) | Luta Country Whipping  | 08:32   |
| 6    | A.J. Styles derrotou Kid Kash                                                                            | Luta individual        | 14:20   |

## NWA/TNA PPV 106
NWA/TNA PPV 106 foi um evento pay-per-view promovido pela NWA-Total Nonstop Action, ocorreu no dia 11 de agosto de 2004 no Fairgrounds Coliseum na cidade de Nashville, Tennessee.

### Resultados
| Nº                             | Lutas | Estipulação                                    | Duração |
| ------------------------------ | --- | ---------------------------------------------- | ------- |
| Dark                           | The Naturals (Andy Douglas e Chase Stevens) derrotaram Matt Mayor e Ty Smiley | Luta de duplas                                 | N/A     |
| Dark                           | Abyss derrotou Cody Steel | Luta individual                                | N/A     |
| Dark                           | Bobby Roode derrotou Scotty Matthews | Luta individual                                | N/A     |
| Dark                           | Monty Brown derrotou Jack O'Reilly | Luta individual                                | N/A     |
| 1                              | 3Live Kru (Konnan e BG James) derrotaram Eric Young e Johnny Devine | Luta de duplas                                 | 08:30   |
| 2                              | Alex Shelley derrotou Ekmo Fatu | Luta individual                                | 05:12   |
| 3                              | David Young derrotou Glenn Gilberti | Luta Loser Gets Fired                          | 08:18   |
| 4                              | America's Most Wanted (Chris Harris e James Storm) derrotaram Triple X (Christopher Daniels e Elix Skipper) | Luta de duplas                                 | 09:34   |
| 5                              | Petey Williams derrotou Amazing Red, Mikey Batts, Jerrelle Clark, Chad Collyer, Jason Cross, D-Ray 3000, Sonjay Dutt, Kid Kash, Frankie Kazarian (c), Jerry Lynn, Joey Matthews, Nigel McGuiness, Miyamoto, Nosawa, L.A. Park, Psicosis, Chris Sabin,Michael Shane (c), Shark Boy, A.J. Styles e Chris Vaughn | Luta Gauntlet pelo NWA X Division Championship | 31:01   |
| (c) - Campeão(s) antes da luta | |                                                |         |

## NWA/TNA PPV 107
NWA/TNA PPV 107 foi um evento pay-per-view promovido pela NWA-Total Nonstop Action, ocorreu no dia 18 de agosto de 2004 no Fairgrounds Coliseum na cidade de Nashville, Tennessee.

### Resultados
| Nº                             | Lutas | Estipulação                                         | Duração |
| ------------------------------ | --- | --------------------------------------------------- | ------- |
| Dark                           | Alex Shelley e Abyss derrotaram J-Rocc e Michael Cordova                                                      | Luta de duplas                                      | N/A     |
| Dark                           | Frankie Kazarian e Michael Shane derrotaram Brett Anthony e Justin Kage                                       | Luta de duplas                                      | N/A     |
| Dark                           | Team Canada (Johnny Devine, Eric Young e Bobby Roode) derrotaram Shark Boy, D-Ray 3000 e Sonny Siaki          | Luta de trios                                       | N/A     |
| 1                              | Sonjay Dutt derrotou Raven                                                                                    | Luta Hangman’s Horror                               | 10:04   |
| 2                              | Petey Williams (c) derrotou Chris Sabin                                                                       | Luta individual pelo NWA X Division Championship    | 09:09   |
| 3                              | Triple X (Christopher Daniels e Elix Skipper) derrotaram America's Most Wanted (Chris Harris e James Storm)   | Luta de duplas                                      | 09:05   |
| 4                              | Monty Brown derrotou Ron Killings                                                                             | Luta individual                                     | 08:02   |
| 5                              | The Naturals (Andy Douglas e Chase Stevens) (c) derrotaram 3Live Kru (Konnan e BG James) por desqualificação. | Luta de duplas pelo NWA World Tag Team Championship | 10:16   |
| 6                              | A.J. Styles derrotou Kid Kash                                                                                 | Luta street fight                                   | 15:18   |
| (c) - Campeão(s) antes da luta | |                                                     |         |

## NWA/TNA PPV 108
NWA/TNA PPV 108 foi um evento pay-per-view promovido pela NWA-Total Nonstop Action, ocorreu no dia 25 de agosto de 2004 no Fairgrounds Coliseum na cidade de Nashville, Tennessee.

### Resultados
| Nº   | Lutas | Estipulação       | Duração |
| ---- | --- | ----------------- | ------- |
| Dark | The Naturals (Andy Douglas e Chase Stevens) derrotaram Jason Porcaro e Jeremy V                                           | Luta de duplas    | N/A     |
| Dark | Shark Boy e D-Ray 3000 derrotaram TJ Harley e Matt Catalano                                                               | Luta de duplas    | N/A     |
| Dark | Abyss derrotou Mikal Adryan                                                                                               | Luta individual   | N/A     |
| 1    | Frankie Kazarian e Michael Shane derrotaram Psicosis e L.A. Park                                                          | Luta de duplas    | 09:25   |
| 2    | Erik Watts (disfarçado de La Parka) derrotou Alex Shelley                                                                 | Luta individual   | 00:51   |
| 3    | Sonjay Dutt derrotou Jason Cross, Joey Matthews e Chris Sabin                                                             | Luta Four Corners | 08:43   |
| 4    | America's Most Wanted (Chris Harris e James Storm) vs. Triple X (Christopher Daniels e Elix Skipper) acabou sem vencedor. | Luta de duplas    | 11:42   |
| 5    | Team Canada (Scott D'Amore, Johnny Devine e Eric Young) derrotaram 3Live Kru (Konnan e BG James) por desqualificação.     | Luta Handicap     | 10:15   |
| 6    | A.J. Styles, Jeff Hardy e Ron Killings derrotaram Monty Brown, Kid Kash e Dallas                                          | Luta de trios     | 14:00   |

## NWA/TNA PPV 109
NWA/TNA PPV 109 foi um evento pay-per-view promovido pela NWA-Total Nonstop Action, ocorreu no dia 1 de setembro de 2004 no Fairgrounds Coliseum na cidade de Nashville, Tennessee.

### Resultados
| Nº   | Lutas | Estipulação                                         | Duração |
| ---- | --- | --------------------------------------------------- | ------- |
| Dark | D-Ray 3000 e Shark Boy derrotaram Chaz Taylor e C.W. Anderson                                                                                                 | Luta de duplas                                      | N/A     |
| Dark | Monty Brown derrotou Eddie Venom e Nate Webb | Luta Handicap                                       | N/A     |
| 1    | The Naturals (Andy Douglas e Chase Stevens) (c) derrotaram America's Most Wanted (Chris Harris e James Storm) e Triple X (Christopher Daniels e Elix Skipper) | Luta Three-Way pelo NWA World Tag Team Championship | 12:14   |
| 2    | Frankie Kazarian e Michael Shane derrotaram The Amazing Red e Chris Sabin                                                                                     | Luta de duplas                                      | 08:05   |
| 3    | Petey Williams (c) derrotou Sonjay Dutt | Luta individual pelo NWA X Division Championship    | 08:00   |
| 4    | 3Live Kru (Konnan e BG James) e The Midnight Rider derrotaram Team Canada (Bobby Roode, Johnny Devine e Eric Young)                                           | Luta de trios                                       | 06:04   |
| 5    | Sonny Siaki e Erik Watts derrotaram Abyss e Alex Shelley | Luta de duplas                                      | 05:56   |
| 6    | A.J. Styles e Ron Killings derrotaram Kid Kash e Dallas | Luta street fight                                   | 14:45   |

## NWA/TNA PPV 110
NWA/TNA PPV 110: Date with Fate foi um evento pay-per-view promovido pela NWA-Total Nonstop Action, ocorreu no dia 8 de setembro de 2004 no Fairgrounds Coliseum na cidade de Nashville, Tennessee. Este foi o último pay-per-view semanal da TNA.

### Resultados
| Nº                             | Lutas | Estipulação                                             | Duração |
| ------------------------------ | --- | ------------------------------------------------------- | ------- |
| Dark                           | Raven derrotou Scott Fowler | Luta individual                                         | N/A     |
| Dark                           | Bobby Rooode derrotou Arrick Andrews | Luta individual                                         | N/A     |
| Dark                           | 3Live Kru (Konnan, BG James e Ron Killings) derrotaram Nate Webb, Sebastian e JR Escalade | Luta de trios                                           | N/A     |
| 1                              | Mikey Batts e Jerrelle Clark derrotaram Frankie Kazarian e Michael Shane - Participaram da primeira parte da luta: Petey Williams e Johnny Devine, Shark Boy e D-Ray 3000, Delirious e Sonjay Dutt, Chris Sabin e The Amazing Red | Luta Six-Way X Division Dominance                       | 12:14   |
| 2                              | Erik Watts, Sonny Siaki e Desire derrotaram Alex Shelley, Abyss e Goldylocks | Luta de trios                                           | 07:44   |
| 3                              | A.J. Styles derrotou Kid Kash - Kash arremessou Styles através da mesa (06:13). - Styles arremessou Kash através da mesa (08:03). - Styles arremessou Kash através da mesa (12:43).                                               | Melhor de três lutas de mesas                           | 12:43   |
| 4                              | Dusty Rhodes derrotou Scott D'Amore | Luta individual com Vince Russo como árbitro especial.  | 06:40   |
| 5                              | Chris Harris e Elix Skipper derrotaram The Naturals (Andy Douglas e Chase Stevens) (c) | Luta de duplas pelo NWA World Tag Team Championship     | 12:24   |
| 6                              | Jeff Jarrett (c) derrotou Jeff Hardy | Luta individual pelo NWA World Heavyweight Championship | 11:15   |
| (c) - Campeão(s) antes da luta | |                                                         |         |